# جاندومنیکو پیکو
 جاندومنیکو پیکو، با نام مستعار جیانی پیکو، (۸ اکتبر ۱۹۴۸ – ۱۰ مارس ۲۰۲۴)، دیپلمات ایتالیایی و معاون سابق سیاسی دبیرکل سازمان ملل متحد در زمان (خاویر پرز دکوئیار) بود.
وی در دههٔ ۱۹۸۰ میلادی در جریان بحران‌های مربوط به ایران، به‌ویژه ایجاد آتش‌بس در جنگ ایران و عراق نقش مؤثری ایفا کرد.